# Mukulu
Mukulu ist ein Verwaltungsbezirk (englisch Ward) des Distrikts Iramba in der tansanischen Region Singida.

## Geografie
Mukulu ist ein Bezirk im nördlichen Zentralteil von Tansania etwa 55 Kilometer Luftlinie nordwestlich der Regionshauptstadt Singida. Der Bezirk grenzt im Norden an Ulemo, im Osten an Kyengege, im Süden an Ndago und im Westen an Mtoa. Bei der Volkszählung 2022 lebten 7392 Menschen in 1504 Haushalten auf einer Fläche von 109 Quadratkilometern.

## Gliederung
Der Bezirk besteht aus drei Gemeinden (swahili Mtaa) mit elf Orten (Kitongoji):
| Mukulu - Mukulu A - Mukulu B - Mukulu C - Mukulu D | Motomoto - Stephano Shila - Mwampiti - Mtandao | Simbalungwala - Magugu - Kilambazi - Shuleni - Ulongo |

## Infrastruktur
- Bildung: Die Mukulu Secondary School ist eine staatliche weiterführende Tagesschule mit einer Ausbildung bis zur 4. Stufe.[8]
- Gesundheit: Im Bezirk befindet sich eine Apotheke, die von der evangelischen Kirche geführt wird.[9]